# Melanophilharmostes pygmaeus
Melanophilharmostes pygmaeus is een keversoort uit de familie Hybosoridae. De wetenschappelijke naam van de soort is voor het eerst geldig gepubliceerd in 1968 door Petrovitz.